# 孫希文
孫 希文（そん きぶん、繁体字: 孫希文; 簡体字: 孙希文; 拼音: Sūn Xīwén; ウェード式: Sun Hsi-wen）は、中華民国の政治家。中国同盟会以来の中国国民党人士である。

## 事績
16歳で南京金陵大学に入学する。後に日本に留学し、中国同盟会にも加入した。民国成立後、中国国民党に参加して文書起草を担当し、1924年（民国13年）1月の国民党第1回全国代表大会の準備に従事した。北伐に際しては、国民革命軍第11軍秘書長を務めている。
1928年（民国17年）12月、広東省政府秘書長に任ぜられ、翌年7月には同省政府委員に転じた。1932年（民国23年）12月、福建省政府委員に任ぜられ、同省秘書長や建設庁庁長を歴任している。1933年（民国23年）11月、李済深が中華共和国を樹立すると（福建事変）、孫希文はこれに与することを拒否し、南京に逃れた。これにより蔣介石の信任を得ることとなる。
1935年（民国24年）10月、孫希文は甘粛省政府委員兼民政庁庁長に任ぜられた。1937年（民国23年）8月、貴州省政府委員兼民政庁庁長に任ぜられ、同年9月から11月まで省政府主席代理も務めた。1940年（民国29年）12月、貴州省を離れ、翌年5月に行政院参事に任ぜられている。日中戦争（抗日戦争）終結後は国民党中央に移り、党中央参事や蔣介石の文書起草担当秘書などを務めた。
1948年（民国37年）、南京市にて病没。享年57。

## 注
1. ↑  孫為忠による。劉国銘、692頁は1890年（光緒16年）とする。